# Jana Schneider
Jana Schneider (* 11. April 2002 in Karlstadt) ist eine deutsche Schachspielerin.

## Leben
Im Alter von vier Jahren erlernte sie das Schachspiel von ihrem Vater. Von 2008 bis 2018 spielte sie bei der SpVgg Stetten 1946, seit der Saison 2018/19 spielt sie beim SC Bavaria Regensburg von 1881 in der Oberliga Bayern bzw. der 2. Bundesliga Ost. Trainiert wurde sie unter anderem von Michael Prusikin. In der deutschen Frauenbundesliga spielt Schneider seit der Saison 2014/15 für den SC Bad Königshofen und gewann mit diesem 2019 und 2021 den Titel.
Sie war mehrfache deutsche Mädchenmeisterin (U10 2012, U12 2013, U14 2016). 2012 (U10w) und 2015 (U14w) gewann sie die European Union Youth Championship in ihrer Altersklasse. Im Dezember 2016 wurde Schneider der FIDE-Meister-Titel verliehen und sie führte mit einer Elo-Zahl von 2302 einen Monat lang die U14w-Weltrangliste an. Bei der von der Deutschen Schachjugend im Internet durchgeführten Abstimmung wurde sie in der Gruppe U14 weiblich zur Spielerin des Jahres 2016 gewählt. Mit 55,2 % aller Stimmen erreichte sie das bisher beste Ergebnis bei einer „Spieler des Jahres“-Wahl überhaupt.
Anfang 2017 erfüllte sie beim Pfalz-Open in Neustadt an der Weinstraße eine Norm für den Titel einer Internationalen Meisterin der Frauen (WIM), eine weitere WIM-Norm folgte im April 2017 bei den Grenke Chess Open in Karlsruhe, so dass ihr im August 2017 der WIM-Titel verliehen wurde.
Im April 2017 gewann Schneider als zweitjüngste Spielerin im Alter von 14 Jahren die Deutsche Fraueneinzelmeisterschaft in Bad Wiessee. Diese gewann sie mit 7,5 Punkten aus 9 Partien vor Marta Michna und Zoya Schleining und erfüllte zugleich eine Norm für den Titel Schachgroßmeister der Frauen (WGM).

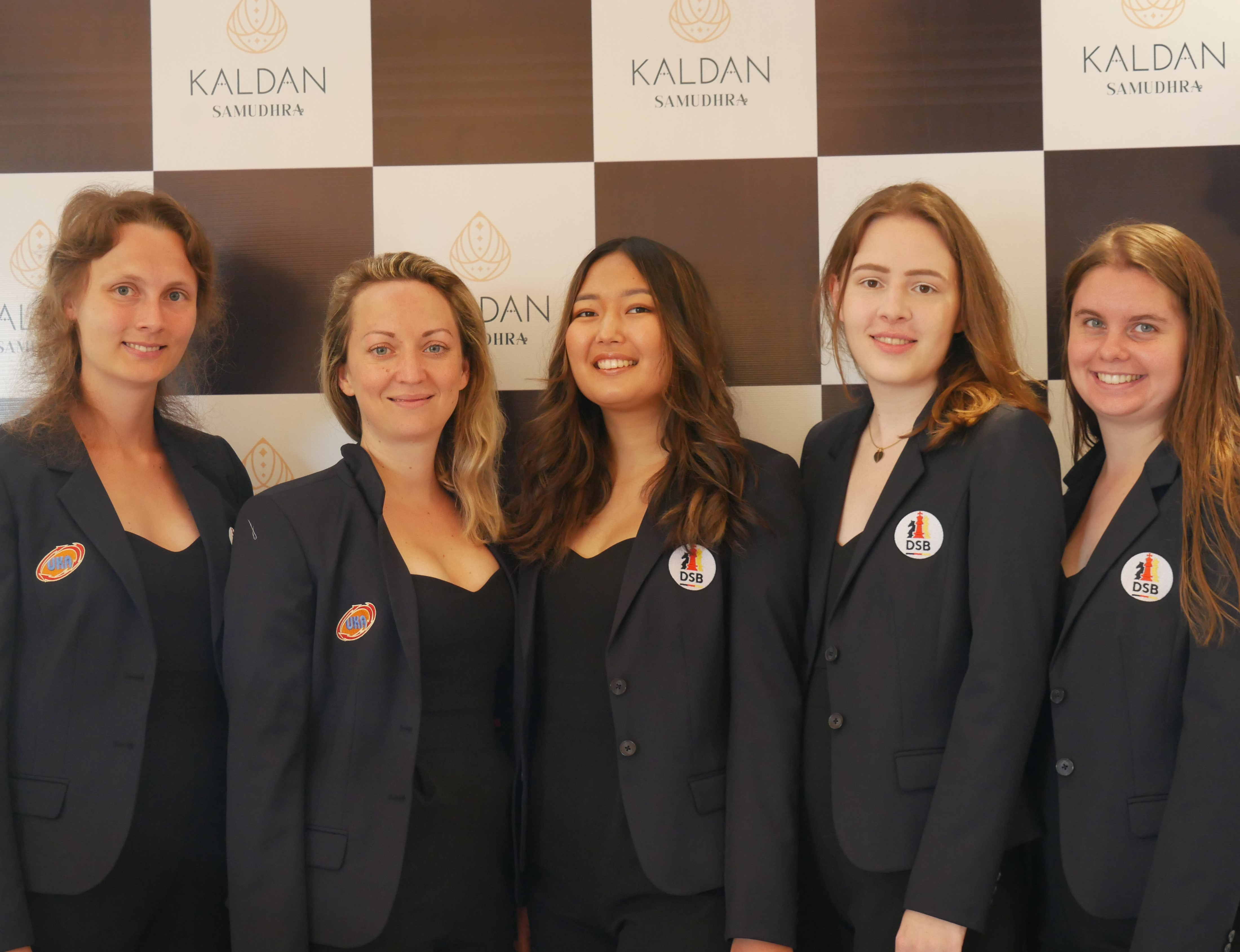
Schneider bei der Schacholympiade 2022 (1. v.r.)

Schneider gewann im Juni 2017 in Niedernhausen das Finale der Deutschen Schach-Amateurmeisterschaft in der Wertungsgruppe B (Elo/DWZ 2100-1901). Im September 2017 wurde sie Vize-Europameisterin in der U16w. Bei der 22. OIBM am Tegernsee erzielte sie im Oktober/November 2018 ihre zweite WGM-Norm. Die dritte Norm für den Großmeistertitel der Frauen gelang ihr schließlich in der wegen der COVID-19-Pandemie verlängerten Frauenbundesliga-Saison 2019/2021.
Im Jahr 2022 nahm sie als Teil der deutschen Schachnationalmannschaft an der Schacholympiade 2022 in Chennai teil und spielte für das Damenteam an Brett 5. Im Turnier erreichte sie 9 von 10 möglichen Punkten und gewann die individuelle Goldmedaille an Brett 5. In der Teamwertung erreichte sie als Teil der deutschen Nationalmannschaft den zehnten Platz im Frauenturnier.

## Elo-Entwicklung
| Die zur Anzeige dieser Grafik verwendete Erweiterung wurde dauerhaft deaktiviert. Wir arbeiten aktuell daran, diese und weitere betroffene Grafiken auf ein neues Format umzustellen. (Mehr dazu) |